# Ácsán Szucsittó
Ácsán Szucsittó (1949. november 4.) egy angol théraváda buddhista szerzetes (ácsán, a szanszkrit ácsárja megfelelője, amely magyarul spirituális tanítót jelent). 
1992 és 2014 között a Chithurst Buddhista Kolostor (Cittaviveka) apátja volt. Szucsittó Londonban született és 1976. márciusában kapott teljes szerzetesi felavatást Thaiföldön. 1978-ban visszatért Angliába és Ácsán Szumédhó tanítványa lett a Hampstead Buddhista Vihárában (lásd: buddhista kolostor). 1979-ben Szumédhó néhány közeli tanítványával együtt megalapították a Chithurst Buddhista Kolostort West Sussex megyében. 1981-ben Northumberlandbe küldték, hogy építsen fel egy kolostort Harnham közelében, amely később az Aruna Ratanagiri nevet kapta. 1984-ben elkísérte Szumédhót az hertfordshire-i Amaravati Buddhista Kolostor építésekor. 1992-ben őt választották a Cittaviveka apátjának. 2014. október 26-án lemondott a posztjáról, de a tanítást folytatta.
Ácsán Szucsittó fő munkája a tanítás, a szerkesztés és az írás, jóllehet oroszlánrészt vállalt a női szerzetesek (bhikkhuni) felavatására létrehozott tíz fogadalomból álló eskü megírásában is.

## Élete
Az egyházi élet előtt Ácsán Szucsittó a Warwick Egyetemen végzett 1970-ben brit és amerikai irodalom szakon. A kor alternatív életstílusában eltöltött négy év után spirituális keresgélés nyomán Indiába utazott. Ilyen módon jutott el a következő évben Thaiföldre, ahol nagy hatással volt rá egy meditációs kurzus, amelyet egy angol szerzetes, Phra Alan Nyánavadzsíró tartott. Phra Nyánavadzsíró tanítása a "Mahászí Szejádó" (más néven "burmai szatipatthána") rendszerre épült. Röviddel ezután Szucsittó belépett a kolostorba, ahol Phra Nyánavadzsíró is élt (Kiriwong kolostor). Szeptember 25-én novíciusi esküt tett, 1976. március 22-én pedig teljes jogú szerzetesi felavatást kapott (bhikkhu), mindkettőt a Potharam kolostorban.
1976-ban, egy csiangmaji látogatása során az Umong kolostorbban Szucsittó véletlenül találkozott Ácsán Szumédhóval, aki szintén véletlenül járt arra. A találkozás igen szerencsésnek mondható, ugyanis két évvel később Szucsittó Angliában is meglátogatta Ácsán Szumédhót, aki 1977 óta élt a Hampstead Buddhista Vihárában, és örömmel fogadta tanítványának Szucsittót. Szucsittó ezt követően tizennégy éven át volt Szumédhó tanítványa.
1978-ban néhány szerzetessel együtt az Oaken Holt Buddhista Központban töltötték az esős évszakot. Ebből a közösségből alakult ki az a csoport is, amely a következő évben megalapította a Chithurst Buddhista Kolostort, rövid nevét a Csittavivékát.
1981-ben elküldték Szucsittót a northumberlandi Harham-ba, hogy elvégezze egy új, létesítendő kolostor előkészületi munkáit. Pár hónappal később visszatárt a Csittavivékába. 1984-ben Ácsán Szumédhó megkérte Szucsittót, hogy vezesse az újonnan fogadalmat tett (tíz fogadalmas) női buddhista szerzeteseket (bhikkhuni), így a következő hét évben közösen megalkották a női buddhisták életét szabályozó protokoll- és procedúrarendszert. 1984 nyarán Ácsán Szucsittót elküldték Ácsán Viradhammóval, hogy előkészítsenek egy új ingatlant a buddhista egyház számára, amely később az Amaravati Buddhista Kolostor lett. Ez az intézmény lett a női buddhista szerzetesek központja, illetve azóta elvonulási központként is működik.
1992. június 7-én inevezték Ácsán Szucsittót a Csittavivéka apátjának. Tanítások mellett az ideje nagy részét jelenleg is itt tölti. 2004-ben a Kajlás-hegyen járt zarándokúton.

## Tanításai
A meditáción és gyakorlatokon kívül más módokon is hozzájárul a közösség formálásához Ácsán Szucsittó. Több mint 16 éven át írt és szerkesztett egy közösségi hírlevelet Ácsán Szumédhó 1983 és 1992 közötti beszédeiről. Saját tanításairól maga is írt könyveket, illetve Nick Scott társszerzőjeként kiadtak egy két kötetes művet az Indiában és Nepálban tett hat hónapos zarándoklásaikról 1990 novembere és 1991 áprilisa között (Rude Awakenings és Great Patient One). Jelenleg együttműködik Ácsán Abhinandóval egy spirituális tartalmú versekkel foglalkozó weboldal működtetésében, melynek címe Dhamma Moon (Dhamma hold). Az itt megtalálható könyvek ingyenesen letölthetők.
Ácsán Szucsittó 1981 óta tart elvonulásokat világi emberek számára.

## Művei
- Turning the Wheel of Truth: Commentary on the Buddha's first Teaching (Shambala, 2010)
- Meditation: An Outline
- Rude Awakenings
- Great Patient One
- Walking Dhutanga In Britain (BPS, Bodhi Leaves No. 104)

### Magyarul
- Buddhista meditáció. Az alapok; ford. Malik Tóth István; Buddhapada Alapítvány, Budapest, 2007

## Külső hivatkozások
- Ácsán Szucsittó portál
- Az Ácsán Cshá kolostorhálózat oldala
- Ácsán Szucsittó ingyenes dharmabeszédei
- Beszédek a forest sangha oldalán